# Theodor von Heuglin
Theodor von Heuglin (Herschlanden, 20 de març de 1824 - Stuttgart, 5 de novembre de 1876) fou un explorador i ornitòleg d'ètnia alemanya.
Després de sòlids estudis de les ciències naturals i d'una llarga preparació d'importants viatges fets per Europa, partí (1850) a Egipte, on aprengué l'àrab i des d'on feu algunes excursions al desert d'Aràbia i a l'Aràbia Pètria.
Anomenat el 1852 i 1853, respectivament, secretari del consolat i consol a Khartum, explorà el Sudan i el Cordofan.
El 1855 tornà a Viena, després d'haver reunit notables col·leccions, el 1856 marxà de nou a Khartum, explorà les estepes de Bahuda, i el 1857 recorregué els països costaners del mar Roig i la península de Somàlia.
Després de romandre dos anys a Europa, el 1860, es posà al front de l'expedició que partí a la recerca de Vogel i de la que en formaren part Hermann Steudner, Kinzelbach i Werner Munzinger. El juny de 1861 arribà, amb l'expedició, a Massawa per des d'allà avançar per Khartum fins al Sultanat d'Ouadai. Però com que ell havia fet una extensa volta per Abissínia, separant-se de Munzinger i Kinzelbach, i el comitè el rellevà de la direcció de l'expedició.
Després, el 1863, Heuglin s'ajuntà, amb Steudner, a l'expedició de la senyora holandesa Alexine Tinne, remuntà amb ella el riu Bahr al-Ghazal, però com que Steudner i la senyora Tinné no pogueren suportar el clima d'aquelles latituds, tornà Heuglin, amb la dita senyora, a Khartum, i el setembre de 1864 retornà a Europa per Berber i Suakin.
L'estiu de 1870, Heuglin emprengué, amb el comte Waldeburg-Zeil, una expedició polar, explorà la costa SO. de Nova Terra i el Matoschkin des del punt de vista geològic i zoològic. El 1875 recorregué la regió de Beni Amer en el límit N. d'Abissínia i, tornat a Europa es preparava per una altra expedició a l'illa Socotora, qua la mort el sorprengué.

## Publicacions
- Reisen in Nord afrika (Gotha, 1857)
- Die deutsche Expedition in Ost afrika 1861 und 1862 (Gotha, 1864)
- Systematiche Uebersicht der Säugetiere Nordostafrikas (Viena, 1867)
- Reise nach Abessinien, den Gallalandern, Ostsudan und Chartum 1861 — 1862 (Jena, 1868)
- Ornithologie Nordostafrikas (Cassel, 1869-75)
- Reise in das Gebiet des Weissen Nil und seiner weatlichen Zuflüsse 1862 — 1864 (Leipzig, 1869)
- Reisen nach dem Nor'polarmeer in der Jahren 1879 bis 1871 (Brunswick, 1872-74)
- Reise in Nordostafrika (Brunswick, 1877)